# The Game Awards 2018
The Game Awards 2018 – gala, podczas której przedstawicielom branży gier komputerowych przyznano The Game Awards. Miała miejsce 6 grudnia 2018 roku. Odbyła się w Microsoft Theater w Los Angeles. Podobnie jak poprzednie edycje była prowadzona przez dziennikarza Geoffa Keighley’ego. Oglądało ją 26,2 miliona widzów. Główną nagrodę otrzymała gra God of War.

## Nagrody
Na podstawie
| Gra roku | Najlepsza rozgrywka |
| --- | --- |
| - God of War – Santa Monica Studio/Sony Interactive Entertainment - Assassin’s Creed Odyssey – Ubisoft - Celeste – Extremely OK Games - Marvel's Spider-Man – Insomniac Games/Sony Interactive Entertainment - Monster Hunter: World – Capcom - Red Dead Redemption 2 – Rockstar Games                                | - God of War – Santa Monica Studio/Sony Interactive Entertainment - A Way Out – Hazelight Studios/Electronic Arts - Detroit: Become Human – Quantic Dream/Sony Interactive Entertainment - Marvel's Spider-Man – Insomniac Games/Sony Interactive Entertainment - Red Dead Redemption 2 – Rockstar Games                    |
| Najlepiej rozwijana gra | Najlepsza fabuła |
| - Fortnite – Epic Games - Destiny 2: Porzuceni – Bungie/Activision - No Man’s Sky – Hello Games - Overwatch – Blizzard Entertainment - Tom Clancy’s Rainbow Six Siege – Ubisoft | - Red Dead Redemption 2 – Rockstar Games - Detroit: Become Human – Quantic Dream/Sony Interactive Entertainment - God of War – Santa Monica Studio/Sony Interactive Entertainment - Life is Strange 2: Episode 1 – Dontnod Entertainment/Square Enix - Marvel's Spider-Man – Insomniac Games/Sony Interactive Entertainment |
| Najlepszy kierunek artystyczny | Najlepsza ścieżka dźwiękowa |
| - Return of the Obra Dinn – 3909 LLC - Assassin’s Creed Odyssey – Ubisoft - God of War – Santa Monica Studio/Sony Interactive Entertainment - Red Dead Redemption 2 – Rockstar Games - Octopath Traveler – Square Enix/Acquire/Nintendo                                                                               | - Red Dead Redemption 2 – Woody Jackson - Celeste – Lena Raine - God of War – Bear McCreary - Marvel's Spider-Man – John Paesano - Ni no Kuni II: Revenant Kingdom – Joe Hisaishi - Octopath Traveler – Yasunori Nishiki |
| Najlepszy dźwięk | Najlepszy występ |
| - Red Dead Redemption 2 – Rockstar Games - Call of Duty: Black Ops 4 – Treyarch/Activision - Forza Horizon 4 – Playground Games/Microsoft Studios - God of War – Santa Monica Studio/Sony Interactive Entertainment - Marvel's Spider-Man – Insomniac Games/Sony Interactive Entertainment                            | - Roger Clark jako Arthur Morgan – Red Dead Redemption 2 - Bryan Dechart jako Connor – Detroit: Become Human - Christopher Judge jako Kratos – God of War - Yuri Lowenthal jako Spider-Man – Marvel's Spider-Man - Melissanthi Mahut jako Kassandra – Assassin’s Creed Odyssey                                              |
| Najbardziej angażująca gra | Najlepsza gra niezależna |
| - Celeste – Extremely OK Games - 11-11 Memories Retold – DigixArt/Aardman Animations/Bandai Namco Entertainment - Florence – Mountains/Annapurna Interactive - Life Is Strange 2: Episode 1 – Dontnod Entertainment/Square Enix - The Missing: J.J. Macfield and the Island of Memories – White Owls/Arc System Works | - Celeste – Extremely OK Games - Dead Cells – Motion Twin - Into the Breach – Subset Games - The Messenger – Sabotage/Devolver Digital - Return of the Obra Dinn – 3909 LLC |
| Najlepsza gra mobilna | Najlepsza gra VR/AR |
| - Florence – Mountains/Annapurna Interactive - Donut County – Ben Esposito/Annapurna Interactive - Fortnite – Epic Games - PUBG Mobile – Lightspeed & Quantum/Tencent Games - Reigns: Game of Thrones – Nerial/Devolver Digital                                                                                       | - Astro Bot Rescue Mission – Japan Studio/Sony Interactive Entertainment - Beat Saber – Beat Games - Firewall: Zero Hour – First Contact Entertainment/Sony Interactive Entertainment - Moss – Polyarc Games - Tetris Effect – Resonair/Enhance, Inc.                                                                       |
| Najlepsza gra akcji | Najlepsza przygodowa gra akcji |
| - Dead Cells – Motion Twin - Call of Duty: Black Ops 4 – Treyarch/Activision - Destiny 2: Porzuceni – Bungie/Activision - Far Cry 5 – Ubisoft - Mega Man 11 – Capcom | - God of War – Santa Monica Studio/Sony Interactive Entertainment - Assassin’s Creed Odyssey – Ubisoft - Marvel's Spider-Man – Insomniac Games/Sony Interactive Entertainment - Red Dead Redemption 2 – Rockstar Games - Shadow of the Tomb Raider – Eidos Montréal/Square Enix                                             |
| Njalepsza gra fabularna (RPG) | Najlepsza bijatyka |
| - Monster Hunter: World – Capcom - Dragon Quest XI – Square Enix - Ni no Kuni II: Revenant Kingdom – Level-5/Bandai Namco Entertainment - Octopath Traveler – Square Enix/Acquire/Nintendo - Pillars of Eternity II: Deadfire – Obsidian Entertainment                                                                | - Dragon Ball FighterZ – Arc System Works/Bandai Namco Entertainment - BlazBlue: Cross Tag Battle – Arc System Works - Soulcalibur VI – Bandai Namco Entertainment - Street Fighter V: Arcade Edition – Capcom |
| Najlepsza gra familijna | Najlepsza gra strategiczna |
| - Overcooked 2 – Ghost Town Games/Team17 - Mario Tennis Aces – Camelot Software Planning/Nintendo - Nintendo Labo – Nintendo - Starlink: Battle for Atlas – Ubisoft - Super Mario Party – NDcube/Nintendo | - Into the Breach – Subset Games - The Banner Saga 3 – Stoic Studio/Versus Evil - BattleTech – Harebrained Schemes/Paradox Interactive - Frostpunk – 11 bit studios - Valkyria Chronicles 4 – Sega |
| Najlepsza gra sportowa/wyścigowa | Najlepsza gra multiplayer |
| - Forza Horizon 4 – Playground Games/Microsoft Studios - FIFA 19 – EA Vancouver/EA Sports - Mario Tennis Aces – Camelot Software Planning/Nintendo - NBA 2K19 – Visual Concepts/2K Sports - Pro Evolution Soccer 2019 – PES Productions/Konami                                                                        | - Fortnite – Epic Games - Call of Duty: Black Ops 4 – Treyarch/Activision - Destiny 2: Porzuceni – Bungie/Activision - Monster Hunter: World – Capcom - Sea of Thieves – Rare/Microsoft Studios |
| Najlepsza gra studentów | Najlepszy debiut Indie Game |
| - Combat 2018 – Inland Norway University of Applied Sciences - Dash Quasar – UC Santa Cruz - JERA – DigiPen Bilbao, Spain - LIFF – ISART Digital - RE: Charge – MIT | - The Messenger – Sabotage/Devolver Digital - Donut County – Ben Esposito/Annapurna Interactive - Florence – Mountains/Annapurna Interactive - Moss – Polyarc Games - Yoku’s Island Express – Villa Gorilla |